# Castilleja gracilis
Castilleja gracilis är en snyltrotsväxtart som beskrevs av George Bentham. Castilleja gracilis ingår i släktet målarborstar, och familjen snyltrotsväxter. Inga underarter finns listade i Catalogue of Life.